# Clonorchis sinensis
Genre
Espèce
Clonorchis sinensis, appelé communément douve de Chine, est un ver plat (trématode) de petite taille, parasite des mammifères consommant des poissons d'eau douce (porc, chien, chat, rat). Chez l'humain, l'infection se fait par ingestion de poissons crus ou insuffisamment cuits et il est à l'origine de la distomatose hépatique d'Extrême-Orient, ou clonorchiase.

## Répartition géographique et importance
La clonorchose — ou clonorchiase — est la parasitose hépatique la plus fréquente du monde. Elle est endémique en Extrême-Orient, dans les régions fluviales et de lacs intérieurs. Son importance tient autant de la forte proportion des atteintes (40 % de la population en moyenne, 100 % dans certains foyers) qu'à leur gravité habituelle en zones d'endémie où les réinfestations sont constantes.
Cette importance tient à l'alimentation traditionnelle de populations pauvres, dont la source principale de protéines reste la chair de poissons d'eau douce, susceptible d'être parasitée. Ces poissons sont consommés crus, peu cuits, ou marinés, accompagnant les plats de riz, expliquant les réinfestations constantes.
Cette parasitose peut être diagnostiquée partout dans le monde, chez des personnes originaires des zones endémiques, la durée de vie des parasites étant très longue, jusqu'à près de 25 ans.

## Morphologie
L'adulte, très plat et translucide, est lancéolé arrondi à l'arrière, d'un blanc rougeâtre et mesure 10 à 20 mm de long sur 3 mm de large.
Les œufs possèdent un opercule saillant. Ils mesurent de 26 à 32 μm de long.

## Biologie
Accumulés par centaines ou par milliers dans les canaux biliaires, ces adultes, pendant 25 ou 30 ans, pondent des œufs caractéristiques. 
Le cycle est à deux hôtes intermédiaires : un escargot (mollusque aquatique du genre Bithynia) et un poisson cyprinidé (carpes et poisson rouge) dont les muscles hébergent les métacercaires infectieuses enkystées.

Cycle de développement du Clonorchis sinensis, ver parasitaire lié notamment au cholangiocarcinome.

La contamination de l'Homme se fait par ingestion de poisson cru ou mal cuit. Les jeunes douves gagnent les voies biliaires à contre-courant pour se localiser définitivement dans les petits canaux hépatiques, plus rarement dans ceux du pancréas. Contrairement à la grande douve du foie, ces douves ne migrent pas dans le péritoine ou à travers le parenchyme hépatique, elles demeurent dans les voies hépato-biliaires, ce qui explique la discrétion ou l'absence de symptômes de la phase initiale.
Un mois après la contamination, les douves devenues adultes commencent à pondre. Un individu peut héberger jusqu'à 25 000 douves de Chine dans son foie. Leurs œufs sont éliminés par la bile puis les selles.
L'œuf éclot en eau douce pour libérer un embryon cilié, le miracidium qui infeste le mollusque Bithynia en le pénétrant activement. Le miracidium se transforme en sporocyste où bourgeonnent des rédies. Chaque rédie donne de nombreux cercaires (larves nageuses). Un tel processus est appelé polyembryonie. Un mollusque infesté par un seul miracidium peut libérer des milliers de cercaires.
Les larves sont à la recherche du deuxième hôte intermédiaire (poisson cyprinidé). Elles se logent sous les écailles ou dans les muscles pour s'enkyster sous forme de métacercaires, formes infestantes de l'hôte définitif.

## Clinique
La distomatose hépatique d'Extrême-Orient est une affection qui, sous ses trois formes — fruste, moyenne et grave — touche plus de 30 millions de personnes :
- la forme fruste, asymptomatique, se révèle à l'examen des selles. Elle correspond à des parasitoses faibles (moins de 100 douves), chez les personnes de court ou moyen séjour en zone d'endémie, ou à niveau de vie suffisant pour consommer d'autres sources de protéines que le seul poisson cru[2] ;
- la forme moyenne, due à quelques centaines de parasites, après des œdèmes et des épisodes diarrhéiques aboutit à une hépatomégalie douloureuse progressive, mais permettant longtemps une vie normale ;
- dans la forme grave, chronique, résultant des réinfestations constantes en zones de grande endémie, le malade héberge des milliers de vers : après un tableau hépato-digestif aigu (vomissements, crises diarrhéïques, douleurs de l'hypochondre droit à type de colique hépatique ou angiocholite), apparaissent une forte anémie (2 millions ou même 1 million de G.R. / mm³) . Cette forme peut évoluer vers une cirrhose biliaire avec hypertension portale évoluant vers la mort, souvent par complications hémorragiques, ou par cancer des voies biliaires (cholangiocarcinomes)[5].

## Diagnostic
La constatation d'une hépatomégalie douloureuse avec éosinophilie à 15 ou 20 %, une dilatation de canaux biliaires intra-hépatiques à l'échographie ou à l'IRM, feront rechercher les œufs caractéristiques dans les selles (examen parasitologique des selles) ou le liquide de tubage duodénal.

## Traitement
Le traitement étiologique (anti-vermineux) repose sur le praziquantel (Biltricide), utilisé à la dose de 80 mg/kg/jour pendant un à deux jours. L'efficacité sur les vers est satisfaisante. Les complications hépatiques relèvent de traitements spécifiques, souvent symptomatiques.
La prophylaxie est de principe simple : éviter la consommation de poissons crus ou marinés, mais d'application difficile à cause des traditions culinaires. Les métacercaires sont détruites à la cuisson dès 70 °C, ou par congélation à −10 °C pendant cinq jours.